# تس دوربرویل (فیلم ۱۹۱۳)
تس دوربرویل (انگلیسی: Tess of the d'Urbervilles) فیلمی صامت در سبک درام محصول سال ۱۹۱۳ بر پایه رمانی به همین نام از توماس هاردی و یکی از نخستین فیلم‌های بلند است. جی. سرل داولی فیلم را کارگردانی نمود و خانم فیسک نقش مشهورش در تئاتر ۱۸۹۷ تس دوربرویل را در این فیلم تکرار کرد.
گفته می‌شود که هنوز تکه‌ای از این فیلم باقی مانده‌است.

## بازیگران
- خانم فیسک - تس دوربیفیلد
- ریموند باند - اینجل کلر
- دیوید تورنس - الک دوربرویل
- جان استپلینگ - جان دوربیفیلد
- مری بارکر - خانم دوربیفیلد
- جیمز گوردون - کریک
- مگی وستون - خانم کریک
- کاترین گریفیث - خانم دوربرویل
- فرانکلین هال - پارسون کلر
- کامیل دالبرگ - خانم کلر
- جی. لیستون - پارسون ترینگهام
- بوتس وال - رتا
- کارولین دارلینگ - ایز
- جاستینا هاف - لیزا لو

## محدودیت
همانند بسیاری از فیلم‌های آمریکایی آن زمان تس دوربرویل زیر سلطه هیئت‌های سانسور فیلم شهری و ایالتی قرار گرفت. در سال ۱۹۱۷ هیئت سانسورچیان شیکاگو به‌دلیل محتوی فیلم برای آن مجوز «تنها بزرگسالان» صادر کرد.